# Trichoplus laevis
Trichoplus laevis är en skalbaggsart som beskrevs av Hippolyte Louis Gory och Achille Rémy Percheron 1833. Trichoplus laevis ingår i släktet Trichoplus och familjen Cetoniidae. Inga underarter finns listade i Catalogue of Life.